# Conflans-sur-Loing

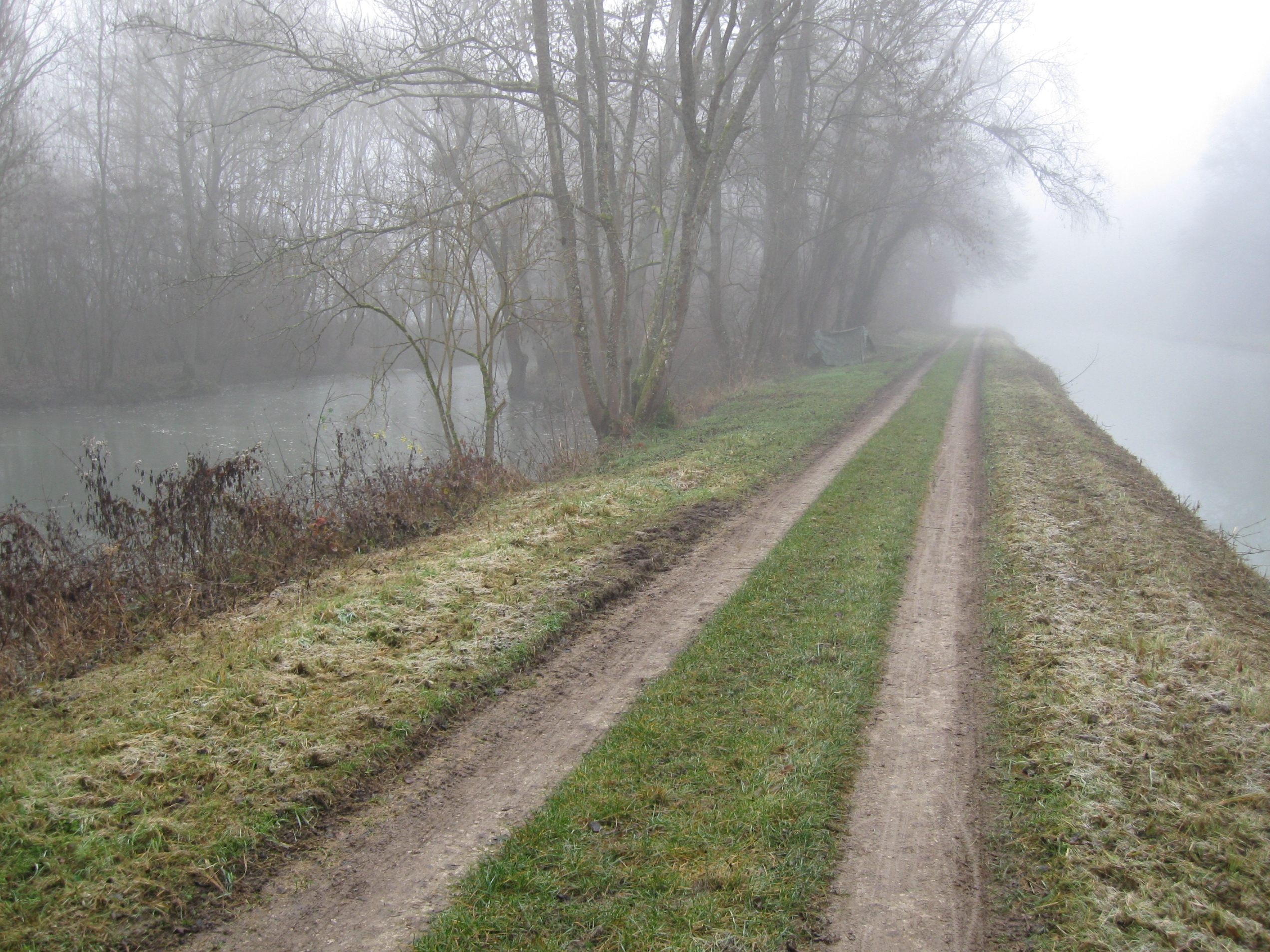
Loing (trái) và kênh đào Loing (phải) tại Conflans-sur-Loing.

Conflans-sur-Loing là một xã trong tỉnh Loiret, vùng Centre-Val de Loire bắc trung bộ nước Pháp. Xã này nằm ở khu vực có độ cao từ 90-134 mét trên mực nước biển.